# Dienstgipfelhöhe
Die Dienstgipfelhöhe (engl. service ceiling) bezeichnet in der Luftfahrt die Höhe, bei der die maximale Steigleistung eines Luftfahrzeugs bei maximaler Dauerleistung des Motors und maximal zulässiger Gesamtmasse bei Propeller-Flugzeugen noch 100 ft/min (Fuß pro Minute) bzw. 0,5 m/s, bei Strahlflugzeugen noch 500 ft/min (2,5 m/s) beträgt und bei mehrmotorigen Flugzeugen noch 50 ft/min (0,25 m/s) nach Ausfall eines Motors. Starrflügelflugzeugen ist es beim Erreichen dieser Höhe noch möglich, Standard-Kurven (25° bis 30° Neigung) ohne Höhenverlust zu fliegen.
Die Wetterbedingungen beeinflussen die Steiggeschwindigkeit eines Luftfahrzeugs. Die Dienstgipfelhöhe bezieht sich immer auf die ICAO-Normatmosphäre, daraus lässt sich die zu erwartende Leistung für die tatsächlich vorherrschenden Bedingungen errechnen.
Für Hubschrauber bezieht sich die Dienstgipfelhöhe auf den Vorwärtsflug. Im Schwebeflug fehlt der von der Vorwärtsbewegung zusätzlich gelieferte dynamische Auftrieb, sodass die Schwebehöhe normalerweise deutlich unterhalb der Dienstgipfelhöhe liegt. Die erzielbare Höhe, in der noch ein Schwebeflug möglich ist, nennt man auch „statische Gipfelhöhe“. Ein Beispiel: Die Dienstgipfelhöhe des Hubschraubers NH90 liegt bei 6000 m, die Schwebehöhe bei 2900 m mit Bodeneffekt und ohne ihn bei 2355 m.
Die Dienstgipfelhöhe liegt bei modernen einmotorigen Leichtflugzeugen mit Kolbenmotor ohne Turboaufladung bei etwa 4000 m, bei Verkehrsflugzeugen bei etwa 12.000 m, bei Jagdflugzeugen bei etwa 15.000 m bis 19.000 m. Das Aufklärungsflugzeug Lockheed SR-71 hat eine Dienstgipfelhöhe von 24.385 m.
Im Zweiten Weltkrieg gab es Jagdflugzeuge mit Kolbenmotor, die durch Kompressoren oder Turbolader den Leistungsverlust in großen Höhen so weit ausgleichen konnten, dass Dienstgipfelhöhen von teilweise über 14.000 m erreicht wurden, wie beispielsweise vom deutschen Flugzeug Ta 152 oder der sowjetischen Jak-9PD.
Im Vergleich dazu werden mit Stratosphärenballons 30 km und mehr erreicht und die Internationale Raumstation umkreist die Erde in einer Höhe von 320 bis zu 430 km.